# Святкові і пам'ятні дні Греції
Серед святкових і пам'ятних днів Греції (грец. Εορταστική και αξέχαστη ημέρα από Ελλάδα) як релігійні, так і державні свята, найзначніші з яких оголошені неробочими днями. Сезон карнавалів — це лютий—березень. В цей час проходять паради маскарадних костюмів, конкурси народних танців, шикарний бенкет і галасливі гуляння. Також в Греції проходять численні літні фестивалі, найвідоміший з яких — Еллінський фестиваль, що проводиться з середини червня і до кінця вересня, коли греки приймають гостей з драматичних театрів і музикантів зі всього світу і проводять вистави в стародавніх театрах.
| Свята Греції |                                             | |
| Дата | Назва                                       | Інформація |
| Січень |                                             | |
| 1 січня | Новий рік                                   | Важлива дата в Греції не тільки тому, що це перший день Нового року, але і тому, що це День Святого Василія (Агіос Василіас), якого греки почитали за доброту і щедрість по відношенню до бідняків. |
| 6 січня | Теофанія                                    | Хрещення в Греції називають «Фота» — дослівно «вогні» або «Теофанія» — Богоявлення. Елладська православна церква, що живе за григоріанським календарем, відзначає це свято разом із західними християнами — майже на два тижні раніше, ніж Російська православна церква. Як і інші найкрупніші церковні свята, цей день в Греції вихідний. |
| 8 січня | Гінайкратія                                 | Грецький аналог свята 8 березня. 8 січня в Греції, переважно в містах Моноклісія і Неа Петра, а також в багатьох містах і селах північної частини країни проходить фестиваль жінок. Цього дня в сім'ях обмінюються сімейними ролями: жінки звільняються від звичайного домашнього клопоту і проводять свій день в кафе або інших суспільних закладах — місцях розваг і відпочинку, де зазвичай дозволено знаходитися тільки чоловікам. Чоловіки ж в цей час сидять вдома і займаються домашнім господарством.                                                                    |
| 2011 — від 12 лютого до 7 березня                                                                                                 | Апокрієс                                    | Тритижневий карнавал — грецька Масниця. Свою назва «апокрієс» бере від сезону, коли у селян закінчувалося м'ясо: «апо креас» — «без м'яса». Дата початку святкування щороку змінюється і залежить від Великодня. |
| Березень |                                             | |
| 25 березня | День незалежності Греції                    | Цього дня в 1821 році почалося повстання, що привело до звільнення країни від чотирьохвікового Османського панування. |
| Квітень |                                             | |
| Неділя після першого повного місяця після фіксованого весняного рівнодення 21 березня (3 квітня) (неділя між 4 квітня і 8 травня) | Великдень                                   | Найважливіше релігійне свято в Греції, під час якого простують масові процесії людей, що несуть освячені свічки. |
| Травень |                                             | |
| 1 травня | День праці                                  | 1 травня 1886 року американські робочі організували страйк з вимогою 8-годинного робочого дня. Страйк і супутня демонстрація, закінчилися кровопролитним зіткненням з поліцією. У липні 1889 року Паризький конгрес II Інтернаціоналу на згадку про виступ робочих Чикаго ухвалив рішення про проведення 1 травня щорічних демонстрацій. Вперше день міжнародної солідарності трудящих був відзначений в 1890 році в Австро-Угорщині, Бельгії, Німеччині, Данії, Іспанії, Італії, США, Норвегії, Франції, Швеції і деяких інших країнах. Свято відзначається в 66 країнах світу. |
| 19 травня | День пам'яті геноциду греків у Малій Азії   | Цього дня греки тужать і оплакують своїх співвітчизників, що стали жертвами нещадного винищування турками-османами в 1916—1923 роках. |
| 21 травня | Піровасія                                   | Свято, яке з 21 по 23 травня відзначають анастенарійці, маленький народ, що живе на півночі Греції. Триденне свято починається з того, що жителі маленьких містечок і сіл одночасно моляться, каються в гріхах, плачуть, танцюють і цим вводять себе в транс. Зібравшись на центральній площі, де на той час горить багаття і тліє вугілля, вони відчувають божественну благодать, відчувають, що вогонь — їх найкращий друг. |
| 26 травня | День Іоана Руського                         | Простий солдат армії Петра І (народився і походив з України), що потрапив в турецький полон, що провів там 13 років і, не зважаючи на довгі катування, що відмовився прийняти іслам. Він прийняв мученицьку смерть за Христа в 1730 році. Його пам'ять і його чудотворні мощі, що розташовані на острові Евбея, шанує вся Еллада, про нього видані сотні книг, до нього стікаються тисячі і тисячі паломників, а на Евбеї, переробивши відому приказку, говорять: «Всі дороги ведуть до святого Іоанна Руського».                                                                |
| Червень |                                             | |
| 23 червня | Мідсаммер                                   | У ніч 23—24 червня греки дозволяють собі пустувати, адже ця ніч повна енергії і магії, дійсність і марення перемішуються, межі між світами стоншуються. Зірвані в травні квіти, вірніше те, що від них залишилося, ритуально спалюються, щоб відвернути відьом. Також проводяться різні ворожіння, від найпростіших те самих таємничих. |
| Серпень |                                             | |
| 15 серпня | Успіння Богородиці                          | У Греції відзначається день Успіння Богородиці не як сумний факт, а для того, щоб обожнювати і цінувати Матір Христа, яка є символом надії і заспокоєння людського болю, матерів всього живого. |
| Жовтень |                                             | |
| 26 жовтня | День Святого Димитрия Солунського           | За свою християнську діяльність Дмитро був убитий, а його тіло віддали на розтерзання диким звірам. Незабаром він був канонізований, як святий великомученик, а його мощі стали святинею. Цей святий вважається покровителем міста Салоніки. |
| 28 жовтня | День Охі                                    | Офіційне загальнонаціональне свято, що святкується 28 жовтня не тільки у Греції, але й на Кіпрі та країнах із чисельними грецькими етнічними общинами: Росії, Україні, Вірменії тощо. |
| Листопад |                                             | |
| 17 листопада | Політехніо                                  | Свято Політехніо є роковинами студентських протестів 1973 року проти військової хунти «чорних полковників», протестів, жорстко придушених військовими (див. Повстання в Афінському Політехнічному університеті). |
| Грудень |                                             | |
| 6 грудня | День Святого Миколи Чудотворця              | Святитель Миколай є одним з найшанобливіших християнських святих, захисником (патроном) моряків і мандрівників, землеробів, учнів, полонених, несправедливо засуджених. Святий є втіленням милосердя і людинолюбства, турботи і захисту слабких. |
| 15 грудня | День пам'яті жертв «Грецької операції» НКВС | Результатом «Грецької операції» НКВС став розстріл майже 20 тисяч чоловік. Всі вони, а також ті, кого відправили до таборів смерті, сьогодні реабілітовані. |
| 25 грудня | Різдво Христове                             | Православна Греція святкує Різдво за новоюліанським календарем, що до XXIX століття збігається із західними християнами. Для греків це зимове свято — завжди радість, у всіх куточках країни воно відзначається з особливим настроєм, оскільки супроводжується традицією наряджати будинок, готувати страви й починати нове життя в новому році, виганяючи все погане з минулого. |